# Candovia granulosa
Candovia granulosa är en insektsart som först beskrevs av Brunner von Wattenwyl 1907.  Candovia granulosa ingår i släktet Candovia och familjen Diapheromeridae. Inga underarter finns listade.